# Jean-Philippe Puig
Jean-Philippe Puig, né le 18 janvier 1961, est un dirigeant d’entreprises français, directeur général et gérant du groupe Avril depuis 2012.

## Formation
Jean-Philippe Puig est ingénieur chimiste, diplômé de l’École nationale supérieure de chimie de Paris en 1983.

## Carrière
Il commence sa carrière en 1983 dans l’aluminium, au sein de la division Recherche et Développement du groupe Pechiney. Il occupe des fonctions de management d’opérations, commerciales, de développement international, en France et à l’international. Il est notamment directeur d’usine à Delphes en Grèce et responsable du développement et du contrôle de gestion à Sydney en Australie. À partir de 2003, il dirige les activités amont de Pechiney. En 2008, il devient Président de la zone Europe, Moyen-Orient et Afrique du groupe Rio Tinto Alcan, après son acquisition de Pechiney.
Il rejoint Sofiprotéol en 2012 en tant que directeur général, succédant à Philippe Tillous-Borde. Début 2015, Sofiprotéol devient le groupe Avril.
En 2016, il prend plusieurs positions en faveur des biocarburants,. Il défend plus spécifiquement le biodiesel produit en France avec des matières premières locales et le Diester qui s’est développé sur « moins de 2 % des surfaces agricoles de la France », représente 20 000 emplois et 2 milliards d’euros dans le PIB national,.
À la suite de la crise du Fipronil, Jean-Philippe Puig défend la qualité et les garanties de sécurité alimentaire offertes par la filière de production française et appelle les transformateurs et distributeurs à privilégier les œufs français.
En 2018, Jean-Philippe Puig rappelle que le groupe Avril est l'un des premiers groupes industriels à prendre une position opposée à l'importation de l'huile de palme en Europe. Il rappelle que “nous avons tout ce qu'il faut avec l'huile de colza et l'huile de tournesol pour faire du biocarburant en Europe” sans besoin d’importer de l’huile de palme.
Durant l'invasion russe de l’Ukraine en mars 2022, Jean-Philippe Puig annonce qu’il n’y aura pas de pénurie sur les huiles Lesieur, issues de graines d’origine françaises, qui resteront donc disponibles en rayons. Il annonce que l’approvisionnement pour les huiles de marque distributeurs sera assuré pour l’année 2022. Le secteur de la nutrition animale en revanche est touché par des problèmes d’approvisionnement de matières premières.
En avril 2022, à l’occasion de la présentation des résultats annuels du Groupe Avril, Jean-Philippe Puig a annoncé son intention de porter sa capacité de transformation de tournesol français à plus d’un million de tonnes de graines, soit une valorisation par le Groupe de plus de 50% de la production agricole française de tournesol »[réf. nécessaire].

## Mandats
- Président du conseil de surveillance d’Agroinvest[11]
- Président du conseil de surveillance de CapAgro Innovation
- Membre du Cercle de l’Industrie[12]